# Mercury-Atlas 7
Mercury-Atlas 7 je bila vesoljska odprava s človeško posadko v okviru ameriškega projekta Mercury, v kateri je 24. maja 1963 v vesolje poletel astronavt Malcolm Scott Carpenter.
Kapsulo z imenom Aurora 7 je v vesolje ponesla nosilna raketa Atlas LV-3B z izstrelišča Cape Canaveral na Floridi. Carpenter je Zemljo obkrožil trikrat, namen peturne odprave so bile zgodnja znanstvena opazovanja v breztežnostnem prostoru. Ker astronavt ni bil dovolj pozoren in ker se je okvaril samodejni sistem za poravnavanje, je kapsula zgrešila načrtovano mesto pristanka za 402 kilometra, vendar je ta dogodek zgolj zakasnil pobiranje, saj je v vseh ostalih pogledih odprava potekala brez nezgod.